# Edmund Husserl
Edmund Husserl (Prostějov, Morvaország, akkori Habsburg Birodalom, mai Csehország, 1859. április 8. – Freiburg, 1938. április 26.) német filozófus, a fenomenológia irányzatának megalapítója, a 20. század első felének nagyhatású gondolkodója. Bár ifjúkorának jelentős része az Osztrák–Magyar Monarchiában telt, későbbi tudományos karrierje elsősorban Németországhoz kötötte. Eredetileg matematikusnak készült, matematikai habilitációt is szerzett, majd a tudományos tudás szisztematikus problémái iránt kezdett el érdeklődni. A fenomenológia Husserl szakmai tevékenységében ennek az újfajta érdeklődésnek a legkiérleltebb állomásának tekinthető.

## Élete
Zsidó családban született Prostějovban, Morvaországban (amely akkor az Osztrák Császárság része volt). Tanulmányait Lipcsében kezdte, majd Berlinben folytatta. Ebben az időben fő érdeklődési köre a matematika, fizika és a csillagászat volt. Doktori disszertációját a variációszámítás elméletéből írta (jelenleg a Bécsi Egyetemi Könyvtárban olvasható).
1884 és 1886 között filozófiát hallgatott Bécsben, Franz Brentanónál, akinek a Pszichológia empirikus álláspontból című munkája vezette Husserlt a tudati aktusok deskriptív pszichológiájához és ezen keresztül az ismeret fenomenológiai tisztázásához. Brentano gondolatainak hatásától indíttatva és a brentanói filozófiai iskola bizonyos alapgondolatait felhasználva írta meg habilitációs disszertációját, amely a Szám fogalmáról címet viselte. 1887-től egyetemi tanár lett. Halléban, Göttingában és Freiburgban is tanított, ez utóbbi helyen egész nyugalmazásáig (emeritálásáig). 1933-ban származása miatt az ő lehetőségei is beszűkültek. Még 1937-ben is új kéziratokon dolgozott.
Tanítványi köre rendkívül széles volt, megtaláljuk köztük úgy a klasszikus német egyetemi világ, mint a huszadik századi tudományosság egyéb szféráinak képviselőit (francia és amerikai filozófusok, társadalomtudósok).

## Munkássága

### Deskriptív pszichológia
Első könyv formában megjelent filozófiai munkája, amely a Szám fogalmáról című műre épül, és Az aritmetika filozófiája címet viseli, 1891-ben jelent meg. Ez a mű az aritmetika deskriptív pszichológiai leírásának szükségességéből indul ki, felmutatva többek között a definíciók és a formális levezetések elégtelenségét a szám fogalmának tisztázásakor, valamint azt, hogy bizonyos tudományos fogalmak milyen rejtett köznapi, ismeretelméleti és metafizikai előfeltevésekkel élnek érvelésükben. Régen megcáfolt állítás, hogy később Frege kritikája következtében látta volna be Husserl, hogy a matematikának és logikának pszichikus tevékenységként felfogott gondolkodási aktusokra való visszavezetése nem tudja e diszciplínákat megalapozni. Mint az előbbiekből is látható, Husserl semmi ilyesmiről nem beszélt Az aritmetika filozófiájában. Komoly különbség van aközött, hogy 1) tisztázzuk a tudományos tevékenységnek a szemléletiséghez való viszonyát (vagyis, hogy milyen észleleti vonzatai vannak a tudományos fogalmaknak és állításoknak és hogy 2) az előbbit ez utóbbira redukáljuk (vagyis azt mondjuk, hogy a tudományos fogalmak egy szemléleti tevékenység produktumai).

### Fenomenológia
Husserl pszichologizmusa nem a külső és a belső érzék egymásból való levezethetőségének tételezésében van, hanem abban, hogy olyan absztrakt fogalmak, mint például a halmaz és sokaság eredete egyéb fogalmakra való tudati reflexióban lenne. Ez az a nézet, amelyet a Logikai vizsgálódásokban (1901 – a husserli fenomenológia egyik legfontosabb dokumentuma) revideál. Kitér arra, hogy az új 'deskriptív filozófia' először a logikai aktusok értelmének megvilágítását kell nyújtsa. Ilyen aktusokon keresztül megy végbe a fogalmak vagy az absztraktumok képzése. Husserl világosan kijelenti, hogy nem ezekre az aktusokra mint tárgyakra való reflexióban, hanem ezekben a tárgyakban magukban találjuk azt az absztrakciós alapzatot, amelynek nyomán egy magasabb rendű fogalmiság kifejezhető. Ezek a fogalmak pedig nem a külső észlelés tudati leképzései, hanem a külső észlelés által fundált aktusok. A tudati aktusok, mint az észlelés által fundált aktusok felfedezése a Logikai vizsgálódások egyik legfontosabb nóvuma. A fundáltság itt pedig nemcsak nem leképzési vagy képviszonyt jelent, hanem nem is egyszerűen „megalapozás”. A fundáló és a fundált fenomenológiai egységet alkotnak egymással. Ez teremti meg annak a lehetőségét, hogy a szemléleti és kategoriális szemléletek összefüggését és dinamikus viszonyát kifejtse és ezáltal saját szavaival élve "lefektesse minden eljövendő fenomenológia" alapelveit.

## Művei
Előzetes megjegyzés
Edmund Husserl életében meglehetősen keveset publikált. Viszonylag hosszú életében mintegy 2500 oldalnyi szöveg jelent csak meg tőle nyomtatásban. Viszont szellemi hagyatéka 40.000 oldalt kitevő főleg a gabelsbergi típusú gyorsírással írott anyagot ölel fel. Husserl két okból kifolyólag halmozott fel ilyen mennyiségű írásos hagyatékot:
1. Megírt műveit nem mindig tartotta eléggé érettnek és kidolgozottnak, azokat sokszor vagy teljesen átírta, ill. a mű hosszát is kitevő, azoknál jóval nagyobb terjedelmű kiegészítésekkel látta el.
2. Írásban gondolkozott – vagyis rengeteg kézirata gondolatainak közvetlen lejegyzése nem megformázott, hanem továbbírandó, a személyes kutatásokat lejegyző, vagy egyszerűen: „kutatási kézirat” (Forschungsmanuskript).

Ennek feldolgozása és kiadása máig tart. Évtizedről évtizedre elhangzik, hogy ez a hagyaték még jó ideig feladatot fog adni a Husserl-kutatóknak. Ez az állítás még most is igaz, amikor a gyorsírott szövegek latin írásképre való átírása jórészt befejeződött.
Husserl műveinek kritikai kiadása 1950 óta folyik a leuveni Husserl Archívum ellenőrzése alatt. Jelenleg a 38 rendes (Husserliana) és a 8 úgynevezett segédkötetnél (Husserliana Materialien) tart. Ez a második világháború utáni német nyelvű filológia egyik legnagyobb vállalkozása.

### A Husserliana-sorozat kötetei
- 1. Cartesianische Meditationen und Pariser Vorträge. Hrsg. und eingeleitet von Stephan Strasser. Nachdruck der 2. verb. Auflage. 1991. xxii
- 2. Die Idee der Phänomenologie. Fünf Vorlesungen. Hrsg. und eingeleitet von Walter Biemel. Nachdruck der 2. erg. Auflage. 1973. xii + 94 pp.
- 3. Ideen zu einer reinen Phänomenologie und phänomenologischen Philosophie. Erstes Buch: Allgemeine Einführung in die reine Phänomenologie. In zwei Bänder. 1. Halbband: Text der 1.-3. Auflage; 2. Halbband: Ergänzende Texte (1912 – 1929). Neu hrsg. von Karl Schuhmann. Nachdruck. 1976. lvii + 706 pp.
- 4. Ideen zu einer reinen Phänomenologie und phänomenologischen Philosophie. Zweites Buch: Phänomenologische Untersuchungen zur Konstitution. Hrsg. von Marly Biemel. Nachdruck. 1991. xx + 426 pp.
- 5. Ideen zu einer reinen Phänomenologie und phänomenologischen Philosophie. Drittes Buch: Die Phänomenologie und die Fundamente der Wissenschaften. Hrsg. von Marly Biemel. Nachdruck. 1971. vi + 166 pp.
- 6. Die Krisis der europäischen Wissenschaften und die transzendentale Phänomenologie. Eine Einleitung in die phänomenologische Philosophie. Hrsg. von Walter Biemel. Nachdruck der 2. verb. Auflage. 1976. xii + 558 pp.
- 7. Erste Philosophie (1923/24). Erster Teil: Kritische Ideengeschichte. Hrsg. von Rudolf Boehm. 1956. xxxiv + 460 pp.
- 8. Erste Philosophie (1923/24). Zweiter Teil: Theorie der phänomenologischen Reduktion. Hrsg. von Rudolf Boehm. 1959. xlii + 592 pp.
- 9. Phänomenologische Psychologie. Vorlesungen Sommersemester 1925. Hrsg. von Walter Biemel. 2. verb. Auflage. 1968. xxvii + 650 pp.
- 10. Zur Phänomenologie des inneren Zeitbewusstseins (1893-1917). Hrsg. von Rudolf Boehm. Nachdruck der 2. verb. Auflage. 1969. xliv + 484 pp.
- 11. Analysen zur passiven Synthesis. Aus Vorlesungs- und Forschungsmanuskripten (1918-1926). Hrsg. von Margot Fleischer. 1966. xxiv + 532 pp.
- 12. Philosophie der Arithmetik. Mit ergänzenden Texten (1890-1901). Hrsg. von Lothar Eley. 1970. xxxx + 586 pp.
- 13. Zur Phänomenologie der Intersubjektivität. Texte aus dem Nachlass. Erster Teil: 1905-1920. Hrsg. von Iso Kern. 1973. xlviii + 548 pp.
- 14. Zur Phänomenologie der Intersubjektivität. Texte aus dem Nachlass. Zweiter Teil: 1921-1928. Hrsg. von Iso Kern. 1973. xxxvi + 624 pp.
- 15. Zur Phänomenologie der Intersubjektivität. Texte aus dem Nachlass. Dritter Teil: 1929-1935. Hrsg. von Iso Kern. 1973. lxx + 742 pp.
- 16. Ding und Raum. Vorlesungen 1907. Hrsg. von Ulrich Claesges. 1973. xxviii + 432 pp.
- 17. Formale und transzendentale Logik. Versuch einer Kritik der logischen Vernunft. Mit ergänzenden Texten. Hrsg. von Paul Janssen. 1974. xlvi + 512 pp.
- 18. Logische Untersuchungen. Erster Band: Prolegomena zur reinen Logik. Text der 1. und 2. Auflage. Hrsg. von Elmar Holenstein. 1975. livi + 288 pp.
- 19. Logische Untersuchungen. Zweiter Band: Untersuchungen zur Phänomenologie und Theorie der Erkenntnis. Hrsg. von Ursula Panzer. 1984. 1024 pp. in zwei Bänden
- 20./1. Logische Untersuchungen. Ergänzungsband. Erster Teil. Entwürfe zur Umarbeitung der VI. Untersuchung und zur Vorrede für die Neuafulage der Logischen Untersuchungen (Sommer 1913). Hrsg. von Ullrich Melle. 2002, liv + 442 pp.
  - 2. Logische Untersuchungen. Ergänzungsband. Zweiter Teil. Texte für die Neufassung der VI. Untersuchung: Zur Phänomenologie des Ausdrucks und der Erkenntnis (1893/94 – 1921). Hrsg. von Ullrich Melle, 2005, LVI + 633 pp.
- 21. Studien zur Arithmetik und Geometrie. Texte aus dem Nachlass (1886-1901). Hrsg. von Ingeborg Strohmeyer. 1983. lxxii + 506 pp.
- 22. Aufsätze und Rezensionen (1890-1910). Hrsg. von Bernhard Rang. 1979. lviv + 486 pp.
- 23. Phantasie, Bildbewusstsein, Erinnerung. Zur Phänomenologie der anschaulichen Vergegenwärtigungen. Texte aus dem Nachlass (1898-1925). Hrsg. von Eduard Marbach. 1980. lxxx + 724 pp.
- 24. Einleitung in die Logik und Erkenntnistheorie. Vorlesungen 1906/07. Hrsg. von Ullrich Melle. 1984. lii + 554 pp.
- 25. Aufsätze und Vorträge (1911-1921). Hrsg. von Thomas Nenon und Hans Rainer Sepp. 1987. xxiv + 408 pp.
- 26. Vorlesungen über Bedeutungslehre. Sommersemester 1908. Hrsg. von Ursula Panzer. 1987. xxx + 270 pp.
- 27. Aufsätze und Vorträge (1922-1937). Hrsg. von Thomas Nenon und Hans Rainer Sepp. 1989. xxx + 334 pp.
- 28. Vorlesungen über Ethik und Wertlehre (1908-1914). Hrsg. von Ullrich Melle. 1988. xlx + 524 pp.
- 29. Die Krisis der europäischen Wissenschaften und die transzendentale Phänomenologie. Ergänzungsband. Texte aus dem Nachlass 1934-1937. Hrsg. von R.N. Smid. 1993. lxvi + 624 pp.
- 30. Logik und allgemeine Wissenschaftstheorie. Vorlesungen Wintersemester 1917/18. Mit ergänzenden Texten aus der ersten Fassung von 1910/11. Hrsg. von Ursula Panzer. 1996. lxii+ 556 pp.
- 31. Aktive Synthesen. Aus der Vorlesung "Transzendentale Logik" 1920/21. Ergänzungsband zu "Analysen zur passiven Synthesis". Hrsg. von Roland Breeur. 2000, xii + 144 pp.
- 32. Natur und Geist. Vorlesungen Sommersemester 1927. Hrsg. von Michael Weiler, 2001, lii + 368 pp.
- 33. Die Bernauer Manuskripte über das Zeitbewusstsein (1917/18). Hrsg. von Rudolf Bernet und Dieter Lohmar. 2001, lii + 464 pp.
- 34. Zur phänomenologischen Reduktion. Texte aus dem Nachlass (1926-1935). Hrsg. von Sebastian Luft, 2002, 712 pp.
- 35. Einleitung in die Philosophie. Vorlesungen 1922/23. Hrsg. von Berndt Goossens, 2002, 816 pp.
- 36. Transzendentaler Idealismus. Texte aus dem Nachlass (1908-1921). Hrsg. von Robin D. Rollinger in Verbindung mit Rochus Sowa, 2003, xxxviii + 240 pp.
- 37. Einleitung in die Ethik. Vorlesungen Sommersemester 1920 und 1924. Hrsg. von Henning Peucker. 2004, xlv + 502 pp.
- 38. Wahrnehmung und Aufmerksamkeit. Texte aus dem Nachlass (1893-1912). Hrsg. von Thomas Vongehr und Regula Giuliani. 2004, lii + 550 pp.

## Magyarul
- Edmund Husserl válogatott tanulmányai; vál., bev., jegyz. Vajda Mihály, ford. Baránszky Jób László; Gondolat, Budapest, 1972 (Gondolkodók)
- Wilhelm Diltheyː A történelmi világ felépítése a szellemtudományokban. Tanulmányok / függelék: Wilhelm Dilthey – Edmund Husserl levélváltása; vál., ford., bev., jegyz. Erdélyi Ágnes; Gondolat, Budapest, 1974 (Gondolkodók)
- A filozófia mint szigorú tudomány; ford. Baránszky-Jób László, átdolg., bev. Fehér M. István; Kossuth, Budapest, 1993
- Az európai tudományok válsága I-II. (ford. Berényi Gábor et al., átdolg., utószó, életrajz, jegyz. Mezei Balázs), Atlantisz Könyvkiadó, Budapest, 1998 (Mesteriskola), ISBN 963797895x (összes), ISBN 9637978968 (I. kötet), ISBN 9637978976 (II. kötet)
- Karteziánus elmélkedések. Bevezetés a fenomenológiába (ford., utószó, jegyz. Mezei Balázs), Atlantisz Könyvkiadó, Budapest, 2000 (Mesteriskola), ISBN 9789639165458
- Előadások az időről (ford. Sajó Sándor, Ullmann Tamás), Atlantisz Könyvkiadó, Budapest, 2002 (Mesteriskola), ISBN 9639165581
- Logikai vizsgálódások, I. vizsgálódás. In: Passim, Pécs, 2002
- Logikai vizsgálódások, V. és VI. vizsgálódások (szemelvények), In: Husserl és a Logikai vizsgálódások; L'Harmattan, Budapest, 2009
- Az új Husserl. Szemelvények az életmű ismeretlen fejezeteiből; vál., ford., bev. Varga Péter András és Zuh Deodáth; L'Harmattan–Magyar Daseinanalitikai Egyesület, Budapest, 2011

### Magyarul
- A fenomenológia
- Szilasi Vilmos: SZILASI VILMOS: EDMUND HUSSERL. epa.oszk.hu. (Hozzáférés: 2020. május 11.)
- Enyvvári Jenő: Husserl tiszta phaenomenologiája és a phaenomenologiai módszer; Hornyánszky Ny., Budapest, 1913
- Vajda Mihály: Zárójelbe tett tudomány. A husserli fenomenológia tudományfelfogásának bírálatához; Akadémiai, Budapest, 1968
- Vajda Mihály: A mítosz és a ráció határán. Edmund Husserl fenomenológiája; Gondolat, Budapest, 1969
- Áron László: Edmund Husserl; Kossuth, Budapest, 1982 (A polgári filozófia a XX. században)
- Mezei Balázs: Zárójelbe tett Isten. Edmund Husserl és egy fenomenológiai prototeológia vázlata; Osiris, Budapest, 1997 (Horror metaphysicae)
- Descartes, Kant, Husserl, Heidegger. Tanítványok írásai Munkácsy Gyula tiszteletére; szerk. Schmal Dániel; Atlantisz, Budapest, 2002 (Mesteriskola)
- Schwendtner Tibor: Szabadság és fenomenológia. Tanulmányok Husserlről és Heideggerről; L'Harmattan, Budapest, 2003 (A filozófia útjai)
- Szegedi Nóra: A magában való dolog fenomenológiája. Egy klasszikus kanti probléma Husserl transzcendentális fenomenológiájának perspektívájából; ELTE BTK Filozófiai Intézet–L'Harmattan–Magyar Filozófiai Társaság, Budapest, 2007 (Cogito könyvek)
- Schwendtner Tibor: Husserl és Heidegger. Egy filozófiai összecsapás analízise; L'Harmattan–Magyar Daseinanalitikai Egyesület, Budapest, 2008 (Dasein könyvek)
- Husserl és a Logikai vizsgálódások. Ismeretfilozófia és fenomenológiai filozófia; szerk. Varga Péter András, Zuh Deodáth; L'Harmattan–Magyar Daseinanalitikai Egyesület, Budapest, 2009
- Edith Stein: Husserl fenomenológiája és Aquinói Szent Tamás filozófiája; in: Mi a fenomenológia? Szöveggyűjtemény a realista fenomenológiához; szerk. Szalay Mátyás, Sárkány Péter, ford., tan. Szalay Mátyás; Jel, Budapest, 2009
- Vajda Mihály: Fiatalkori írások; Kalligram, Pozsony, 2013 (Vajda Mihály válogatott művei)
- Horváth Orsolya: Az öneszmélés fenomenológiája. A fenomenológiai redukció problémája Husserl késői filozófiájában; L'Harmattan–Magyar Daseinanalitikai Egyesület, Budapest, 2010 (Dasein könyvek)
- Schwendtner Tibor: Eljövendő múlt. Genealógia Nietzschénél, Husserlnél és Heideggernél; L'Harmattan–Magyar Daseinanalitikai Egyesület, Budapest, 2011 (Dasein könyvek)
- Zuh Deodáth: A kontinentális filozófia kezdetei. Esettanulmány a korai Edmund Husserlről; Egyetemi Műhely–Bolyai Társaság, Kolozsvár, 2013 (Doktori dolgozatok. Bolyai Társaság)
- Kortársunk, Husserl. Tanulmányok a 150 éves Edmund Husserl filozófiájáról; szerk. Varga Péter András, Zuh Deodáth; ELTE Eötvös, Budapest, 2013
- Jacques Derrida: A hang és a fenomén. A jel problémája Husserl fenomenológiájában; ford. Seregi Tamás; Kijárat, Budapest, 2013
- Takács Ádám: A fenomén és tárgya. Fenomenológiai értelmezések és elemzések; L'Harmattan–Magyar Daseinanalitikai Egyesület, Budapest, 2013 (Aspecto-könyvek)
- Popovics Zoltán: A prezentifikáció fenomenológiája; L'Harmattan–Magyar Daseinanalitikai Egyesület, Budapest, 2014 (Dasein könyvek)
- Deczki Sarolta: Meredek sziklagerincen. Husserl és a válság problémája; L'Harmattan, Budapest, 2014 (Aspecto-könyvek)
- Zuh Deodáth: Edmund Husserl ismeretfilozófiája; TIT Kossuth Klub Egyesület–Magyar Daseinanalitikai Egyesület–L'Harmattan, Budapest, 2015 (Dasein könyvek)
- Marosán Bence Péter: Kontextus és fenomén. Igazság, evidencia és tapasztalat Edmund Husserl munkásságában; L'Harmattan, Budapest, 2017 (Aspecto-könyvek)
- Marosán Bence Péter: Kontextus és fenomén II. Az igazság problémája az időtudat és a keletkezés husserli filozófiájában; L'Harmattan, Budapest, 2020 (Aspecto-könyvek)
- Csergő Antal: Az életvilág problémája Husserl, Heidegger és Patočka filozófiájában; Egyetemi Műhely–Bolyai Társaság, Kolozsvár, 2021 (Doktori dolgozatok. Bolyai Társaság)

### Más nyelveken
- www.husserlpage.com "Aim: To provide easy access to those net resources pertaining to the life and work of the 20th century philosopher, Edmund Husserl."
- Husserl.net Open Content Project on Husserl
- Husserl.info Articles, Phenomenological Directory és életrajz Database, Guides, Wesenschau e-újság: Logic and Comparative Philosophy, Phenomenological Dictionary és Forums
- Ontology. A resource guide for philosophers Edmund Husserl formális ontológiája
- Stanford Encyclopedia of Philosophy entry
- The Husserl Circle